# Vallerano

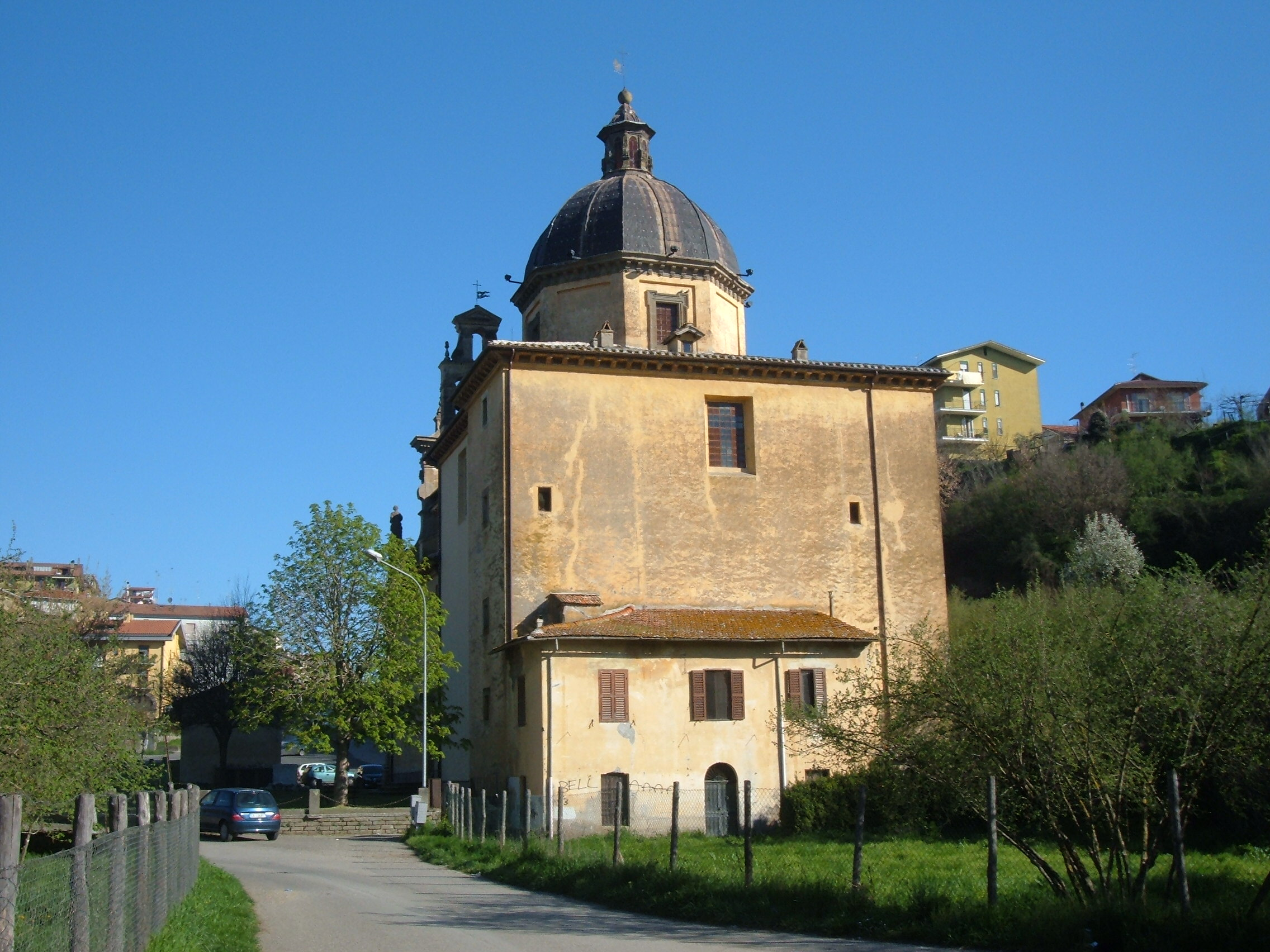
Santuario della Madonna del Ruscello

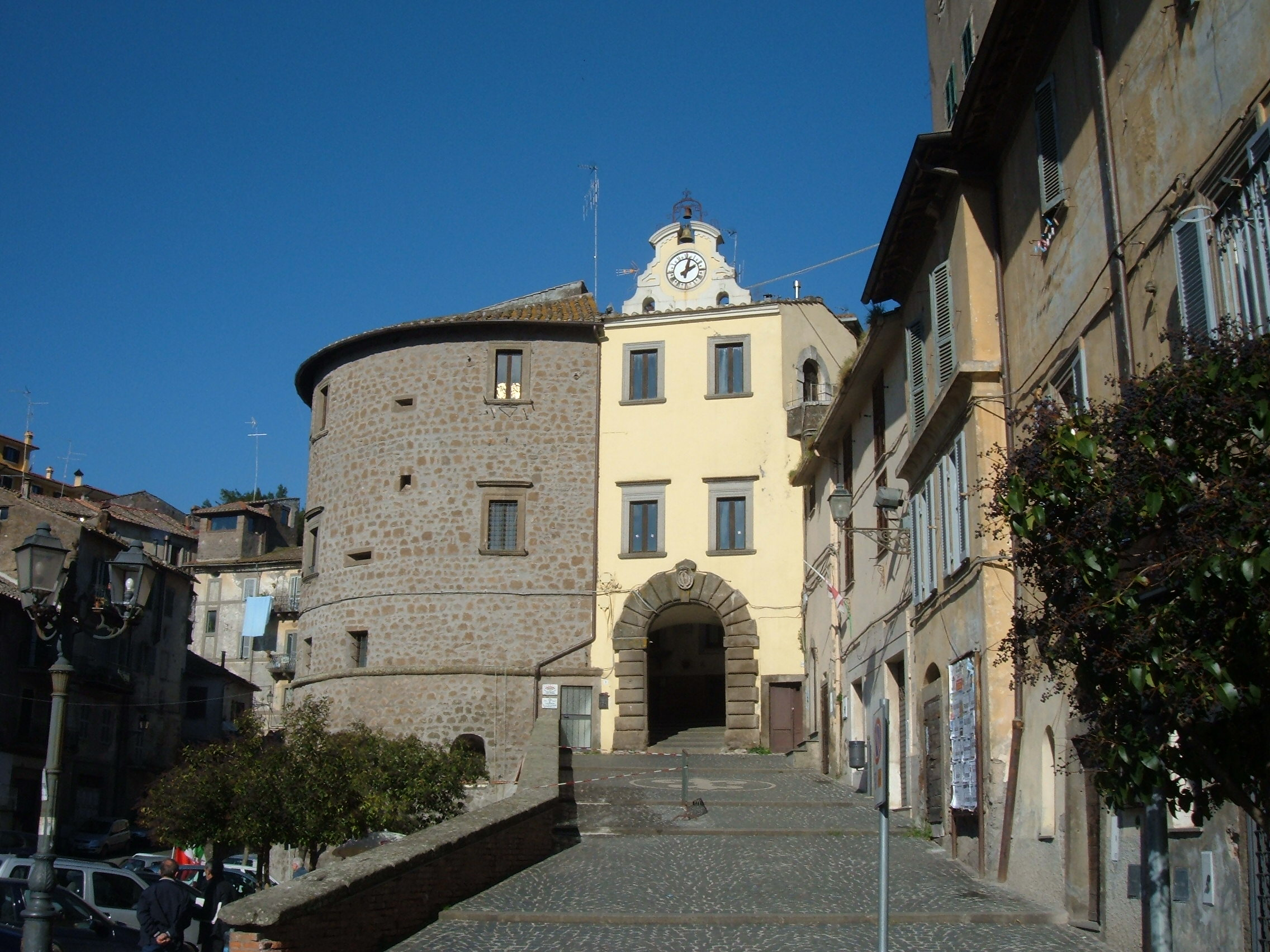
Scorcio del paese

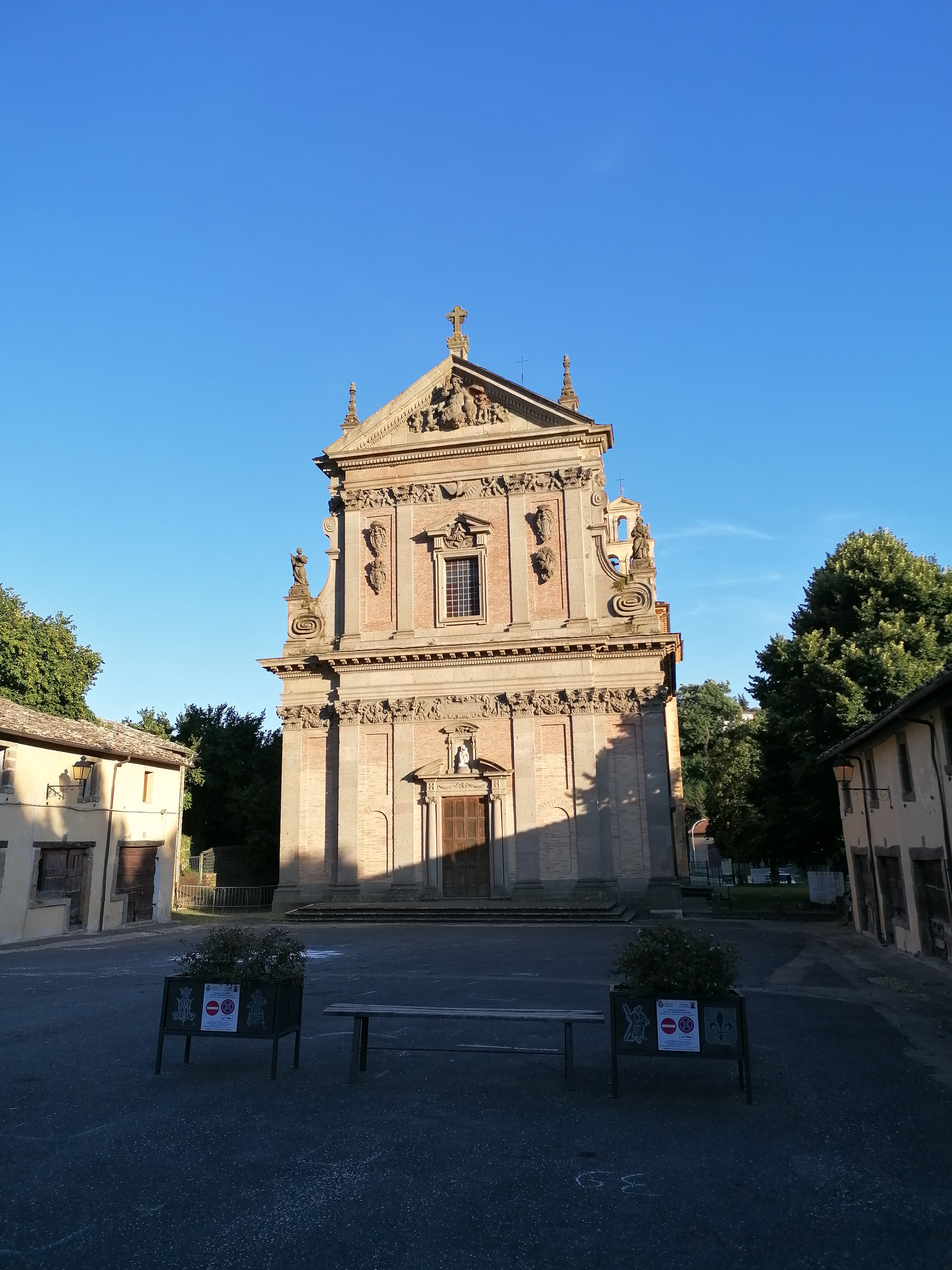
Santuario della Madonna del Ruscello

Vallerano è un comune italiano di 2 380 abitanti della provincia di Viterbo nel Lazio.

## Geografia fisica

### Territorio
Vallerano si trova sul versante meridionale del Monte Cimino, la vetta più alta dei Cimini. Tipico castrum medievale presenta torrioni e mura medievali a difesa dell'attuale centro storico, accessibile tramite le due porte principali, e vari accessi secondari. Le strade del centro storico sono lastricate in sanpietrini, e in lastre rettangolari. Le piazze invece presentano una pavimentazione con pietre rossastre.

### Clima
- Classificazione climatica: zona E, 2113 GR/G

## Storia
Le prime tracce di insediamenti abitativi nella zona risalgono al periodo dell'età del bronzo, fin dal 1000 a.C., per essere abitata successivamente da popolazioni di origine falisca e etrusca di cui ancora oggi rimangono le grotte e le tombe rupestri e che verranno utilizzate dalle popolazioni successive come abitazioni, fienili e stalle.
Nel 309 a.c gli Etruschi si scontrano e vengono sconfitti dai Romani nella battaglia del lago Vadimone, la regione subì il dominio dei nuovi conquistatori. Dopo la caduta dell'impero romano d'occidente nel 476 d.c, Vallerano subisce diverse incursioni di popoli barbari e viene più volte devastato.
Dall'ottavo secolo entra a far parte del Patrimonium Sancti Petri, l'insieme dei territori di proprietà della Santa sede
Nel basso medioevo Vallerano subisce molti cambi di potere, viene infatti conquistato nel 1118 da Viterbo. Il dominio passa poi alla famiglia Di Vico dal 1188 fino al 1278, seguono gli Orsini che in una prima fase cedono Vallerano a Viterbo.
Nel 1251 Viterbo ottiene lo Statuto, ed è dunque probabile che anche Vallerano abbia ottenuto il suo in questo periodo. Lo Statuto di Vallerano verrà poi certificato con firma autentica dal Duca Orazio Farnese nel 1534 e approvato con bolla apostolica di Papa Paolo III emanata a Viterbo il 19 settembre del 1536.
Nel 1306 Vallerano torna sotto il potere degli Orsini.
Nel 1500, in pieno Rinascimento, Vallerano entra a far parte dello Stato Pontificio e viene affidato alla Camera Apostolica ed entrare a far parte dei possedimenti del nobile Pier Luigi Ludovico  Borgia.
Passa sotto la proprietà dei Farnese fino alla distruzione del Ducato di Castro nel 1649 di cui Vallerano faceva parte.
Vallerano infine torna nei possedimenti dello Stato Pontificio fino all'annessione al Regno d'Italia nel 1870.

### Simboli
Lo stemma in uso al comune è uno scudo di azzurro, al giglio farnese d'oro, il tutto racchiuso da due rami, uno di quercia e uno di alloro, sormontati da una corona. Il gonfalone è un drappo di azzurro.

## Monumenti e luoghi d'interesse

### Architettura religiosa
Santuario di Maria SS.ma del Ruscello dei Donatori di Sangue dal 1993/ Chiesa della Madonna del ruscello
Risale agli inizi del XVII secolo (1605-1609), edificata su disegno del Vignola. Tra le principali opere conservate al suo interno, sono da menzionare: una Madonna Assunta in cielo di Giovanni Lanfranco (1582-1647), l'Estasi di San Carlo Borromeo di Antonio Circignani, l'affresco della parete della tribuna, raffigurante un miracolo della Vergine, di Francesco Vandi.
I pennacchi della cupola sono del Bastiani. L'organo monumentale più di duemila del 1644 è di C.G.Burzi poi Felice Ercoli e infine i fratelli Priori. Soggiornando nell'estate 1707 G.F.Haendel presso Francesco Maria Ruspoli al castello di Vignanello, era solito recarsi a suonare, non solo nella chiesa maggiore del paese dove era ospitato, ma anche nella chiesa del ruscello ove si trova lo strumento e il 18 giugno 1707 alla presenza dei Farnese signori di Vallerano e dei Ruspoli presentò il noto "Salve Regina" con Margherita Durastante come soprano e lui stesso all'organo.
Chiesa di Sant'Andrea.
Costruita nel 1512 dalla famiglia Farnese di Parma, e ricostruita nella seconda metà del XVIII secolosu rovine antico castello. L'interno conserva un trittico raffigurante l'Assunta, opera di Carolino da Viterbo del 1478 e affreschi del '500.
Chiesa di San Vittore Martire patrono di Vallerano, situata nel punto più alto del paese.
Costruita nel XIII secolo, fu ampliata in lunghezza nel secolo successivo ma fu chiusa al culto nel XVI secolo a causa delle cattive condizioni dell'edificio. Prima della chiusura, tra fine Quattrocento ed inizio Cinquecento, furono eseguiti gli interessanti affreschi del presbiterio, di un autore ancora non riconosciuto. La Chiesa fu riaperta alla metà del XVIII secolo, quando fu realizzato il coro nell'abside ed il prezioso soffitto a cassettoni composto da 116 riquadri (1762). L'organo a canne risale alla seconda metà del XVII secolo, mentre il battistero è del 1450.
Chiesa Maria SS. della Pieve.
Edificata anch'essa in stile romanico nel XII secolo, conserva all'interno tracce di dipinti murali, ma è sconsacrata.
Chiesa Madonna del Rosario in piazza dell'oratorio.
Edificata nel XVII secolo, si trova in stato di abbandono nel borgo medievale del paese, nei pressi dell'ex ospedale di Vallerano.
Chiesa del Santissimo Crocifisso.
Fuori dal centro storico, sulla strada che porta a Fabrica di Roma, si trova questa chiesa, costruita attorno al 1600 su progetti di un allievo del Vignola.
Eremo di San Leonardo
Le grotte probabilmente risalgono al XII-XIII secolo a farlo pensare l'ampio volume dell’insediamento, la capacità nel saper creare ambienti ed elementi perfettamente puliti, l’uso di archi a tutto sesto e di porte strombate.
Situato in località "La Stufa", tra i Monti Cimini, il complesso rupestre era dedicato ad ospitare comunità monastiche benedettine. Il complesso è scavato in una parete tufacea e presenta tre piani di cui l'ultimo completamente aperto. A fianco alle grotte si trovava la chiesa ad un'unica navata formata da due pareti in pietra sui lati che terminano in un'abside tondeggiante. L'accesso alla chiesa era possibile sia dalla porta anteriore che dall'ultimo piano del complesso di grotte, che tramite una serie di gradini conduce all'interno della chiesa.

### Edifici importanti
Il palazzo della cultura Corrado Alvaro - Libero Bigiaretti
L'edificio situato presso la piazza dell'oratorio del centro storico vanta una lunga storia alle spalle. Nasce come ex chiesa di sant'Andrea, di cui rimangono il campanile e i numerosi affreschi che vennero ritrovati solo nel 2005 durante dei lavori di restauro e che vengono datati tra il 1500 e il 1600.
Nel 1626 l'edificio viene adibito in parte a ospedale col nome di "Hospitale de' poveri".
Nel 2023 l'edificio diventa Il palazzo della cultura di Vallerano, intitolato a Corrado Alvaro e Libero Bigiaretti due grandi scrittori novecenteschi entrambi sepolti nel cimitero di Vallerano. Nel palazzo nel piano inferiore sono presenti una biblioteca, un centro studi e la mostra permanente degli affreschi, gli affreschi sono visibili anche dall'esterno grazie a delle moderne pareti in vetro. Al piano superiore invece è presente la sala conferenze. Ed è proprio nella sala conferenze che annualmente si svolge il premio letterario Alvaro Bigiaretti.

### Altro
- Monumento ai caduti della prima guerra mondiale in largo Porta Nuova

## Cultura

### Eventi
Nella seconda metà del mese di agosto si svolge ogni anno la festa patronale di San Vittore martire che, oltre a prevedere rievocazioni storiche e concerti musicali, si conclude con uno spettacolo pirotecnico. Si è consolidata inoltre, a fine agosto, la tradizione de "La Notte delle Candele", nella quale nel paese viene tolta l'illuminazione elettrica in favore di circa 100.000 candele disposte lungo il paese dagli abitanti. A lume di candela si svolgono durante questa manifestazione numerosi concerti.

### Il Miracolo
Si tramanda che il 5 luglio 1604 durante il restaura di una raffigurazione della Madonna, poco prima che l'artista si approcciasse a saturare una crepa sul labbro della Madonna, iniziò a sgorgare del sangue da esso, che macchiò l'opera, gli strumenti e e le mani dell'artista. La notizia fece immediatamente scalpore attirando nel piccolo paese numeri pellegrini in cerca del miracolo. Sul luogo del miracolo giunsero anche i Farnese e i duchi di Parma e Piacenza che grazie al loro cardinale Odoardo diedero un enorme contributo per l’edificazione del santuario. Si decise dunque di erigere un santuario nel luogo dell'evento, che tutt'ora resta la chiesa più importante di vallerano, la chiesa della Madonna del Ruscello. 
Il 23 aprile 1993 il Cardinale Camillo Ruini si recò in visita al Santuario insieme a tutti i Vescovi della Conferenza Episcopale del Lazio. Al termine della visita la Madonna del Ruscello di Vallerano fu proclamata "Patrona dei donatori di sangue" per la regione Ecclesiastica del Lazio.
La celebrazione del miracolo resta fino ai giorni nostri, quando ogni 5 luglio si ricorda del miracolo e si disegna "la stella", una composizione di disegni, fiori e foglie, con un infiorata di fronte al santuario. Tuttora l'opera resta visibile al pubblico, nel luogo dove è avvenuto il miracolo.

### Dialetto
Vallerano presenta un dialetto plasmato dalle diverse influenze locali e che tutt'ora resiste tra i cittadini. Sul dialetto valleranese, nel 2023 è stato pubblicato un vocabolario, a cura del professore Luigi Cimarra, tra i massimi esperti di dialettologia della Tuscia e di Francesco Petroselli

## Società

### Evoluzione demografica
Abitanti censiti

## Economia
Di seguito la tabella storica elaborata dall'Istat a tema Unità locali, intesa come numero di imprese attive, ed addetti, intesi come numero addetti delle unità locali delle imprese attive (valori medi annui).
|           | 2015                  |                              |                            |                |                       |                     | 2014                  |                | 2013                  |                |
| --------- | --------------------- | ---------------------------- | -------------------------- | -------------- | --------------------- | ------------------- | --------------------- | -------------- | --------------------- | -------------- |
|           | Numero imprese attive | % Provinciale Imprese attive | % Regionale Imprese attive | Numero addetti | % Provinciale Addetti | % Regionale Addetti | Numero imprese attive | Numero addetti | Numero imprese attive | Numero addetti |
| Vallerano | 182                   | 0,78%                        | 0,04%                      | 312            | 0,53%                 | 0,02%               | 192                   | 335            | 202                   | 358            |
| Viterbo   | 23.371                |                              | 5,13%                      | 59.399         |                       | 3,86%               | 23.658                | 59.741         | 24.131                | 61.493         |
| Lazio     | 455.591               |                              |                            | 1.539.359      |                       |                     | 457.686               | 1.510.459      | 464.094               | 1.525.471      |

Nel 2015 le 182 imprese operanti nel territorio comunale, che rappresentavano lo 0,78% del totale provinciale (23.371 imprese attive), hanno occupato 312 addetti, lo 0,53% del dato provinciale (59.399 addetti); in media, ogni impresa nel 2015 ha occupato una persona (1,71).

## Infrastrutture e trasporti

### Strade
Vallerano è collegata tramite la Strada provinciale 25 Canepinese, a Canepina e Vignanello, e tramite la strada provinciale 65 Valleranese a Fabrica di Roma.

### Ferrovie
La stazione di Vallerano è posta lungo la ferrovia Roma-Civita Castellana-Viterbo, gestita da ASTRAL. I collegamenti ferroviari sono svolti da Cotral.

## Amministrazione
Nel 1927, a seguito del riordino delle Circoscrizioni Provinciali stabilito dal regio decreto Nº 1 del 2 gennaio 1927, per volontà del governo fascista, quando venne istituita la provincia di Viterbo, Vallerano passò dalla provincia di Roma a quella di Viterbo.
| Periodo | Periodo   | Primo cittadino | Partito                          | Carica  | Note |
| ------- | --------- | --------------- | -------------------------------- | ------- | ---- |
| 2018    | in carica | Adelio Gregori  | Lista civica Obiettivo Vallerano | Sindaco |      |

### Altre informazioni amministrative
Fa parte della Comunità Montana Cimini.